# Сек'юритизація
Сек’юритизація - це спосіб залучення оригінатором (підприємством або банком) коштів від розміщення цінних паперів, забезпечених покриттям (пулом активів/ грошових вимог), яке відступається ним спеціалізованому емітенту та яке слугуватиме  джерелом розрахунків з власниками таких паперів.

## Характерні ознаки сек’юритизації:
Характерними ознаками сек’юритизації є:
- здійснення випуску забезпечених цінних паперів спеціалізованим емітентом з обмеженими (виключними) видами діяльності;
- надходження від первинного розміщення цінних паперів спрямовуються оригінатору в розрахунок за активи (грошові вимоги), що були ним відступлені спеціалізованому емітенту;
- виплати за цінними паперами здійснюються за рахунок грошових надходжень від активів (грошових вимог), включених в забезпечувальне покриття.

## Необхідні умови сек’юритизації:
Необхідніими умовами сек’юритизації є:
- забезпечення цілісності забезпечувального пулу та його повне убезпечення від вимог третіх осіб, конфіскації або арешту;
- обмеження правоспроможності спеціалізованого емітента з одночасним його захистом від банкрутства та ліквідації (реорганізації) до моменту повного розрахунку з власниками облігацій;
- знаходження балансу між усіма учасниками угоди.[1][2]

## Здійснення сек’юритизації
1. Банк видає кредит позичальнику;
2. Банк передає цей кредит компанії спеціального призначення;
3. Компанія спеціального призначення випускає цінні папери, забезпечені кредитами;
4. Платежі за кредитами переводяться інвесторам[3].